# Замок Грендж
Замок Грендж (англ. Grange Castle, ірл. Caisleán na Gráinsí) — кашлен на Граньші — один із замків Ірландії, розташований в графстві Кілдер, на території землі Західний Грендж, біля селища Каррік, баронство Карберрі, на кордоні з графством Оффалі. Нині замок Грендж є пам'яткою історії та архітектури Ірландії національного значення.

## Істолрія замку Грендж
Замок Грендж був побудований в 1460 році феодалами Де Бермінгем. Декоративні бійниці і димоходи були добудовані в замку 1600 року. Замок Грендж знаходився в руках феодалів Де Бермінгем до 1735 року, коли замок був проданий родині Тірелл. Ця родина володіла замком до 1988 року, потім передала замок у власність тресту «OPW», який очолював Роберт Тіррел. Це було зроблено для того, щоб отримати фінансування реставрації замку. Реставрація так і не була завершена — реставраційні роботи припинилися 2003 року, хоча було відреставровано великий зал замку. Сподівалися від реставрувати замок для приваблення туристів, але справа так і лишилася незавершеною. Нині замок доволі занедбаний і продовжує руйнуватись. Колись навколо замку були сади і розкішний маєток, чимало господарських споруд, але зараз все занедбано. Прізвище Тірелл досить поширене в Ірландії. Тірелли походять від Х'ю Тірелла — лицаря, що в 1170 році брав участь в англо-норманському завоюванні Ірландії. До того, як Тірелли поселилися в замку Грендж вони володіли баронством Фертуллах, що в графстві Західний Міт. Там їм належало більше 39 000 акрів землі. Крім цього, вони володіли землями в Кастлкнок, що біля Дубліна. Рід Тірелл процвітав і родичався з місцевими ірландськими кланами. Найбільш відомим Тереллом був ірландський ватажок капітан Річард Тірелл, що в 1597 році під час так званої Дев'ятирічної війни в Ірландії розбив чисельний загін англійських солдатів маючи значно менші сили. Це сталося в графстві Західний Міт у місцині, що отримала назву Тіреллспасс. Де Бермінгеми були аристократичною родиною норманських феодалів, що перебралися в Ірландію 1170 року. Спочатку вони захопили землі в графстві Голлуей, але потім переселилися на схід Ірландії, де англійська влада була міцнішою. Томас де Бермінгем — останній барон Ахерні та останній граф Лаут помер без спадкоємця чоловічої статі в 1799 році і з ним рід і титули згасли. У XV—XVI століттях замок використовувався як оборонна споруда, потім як житло і резиденція феодала. На стінах замку зберігся герб родини Тірелл з написом «Veritas Via Vitae» — «Я дорога, істина і життя». На сьогодні подальша доля замку не визначена.